# 스코티 매트로

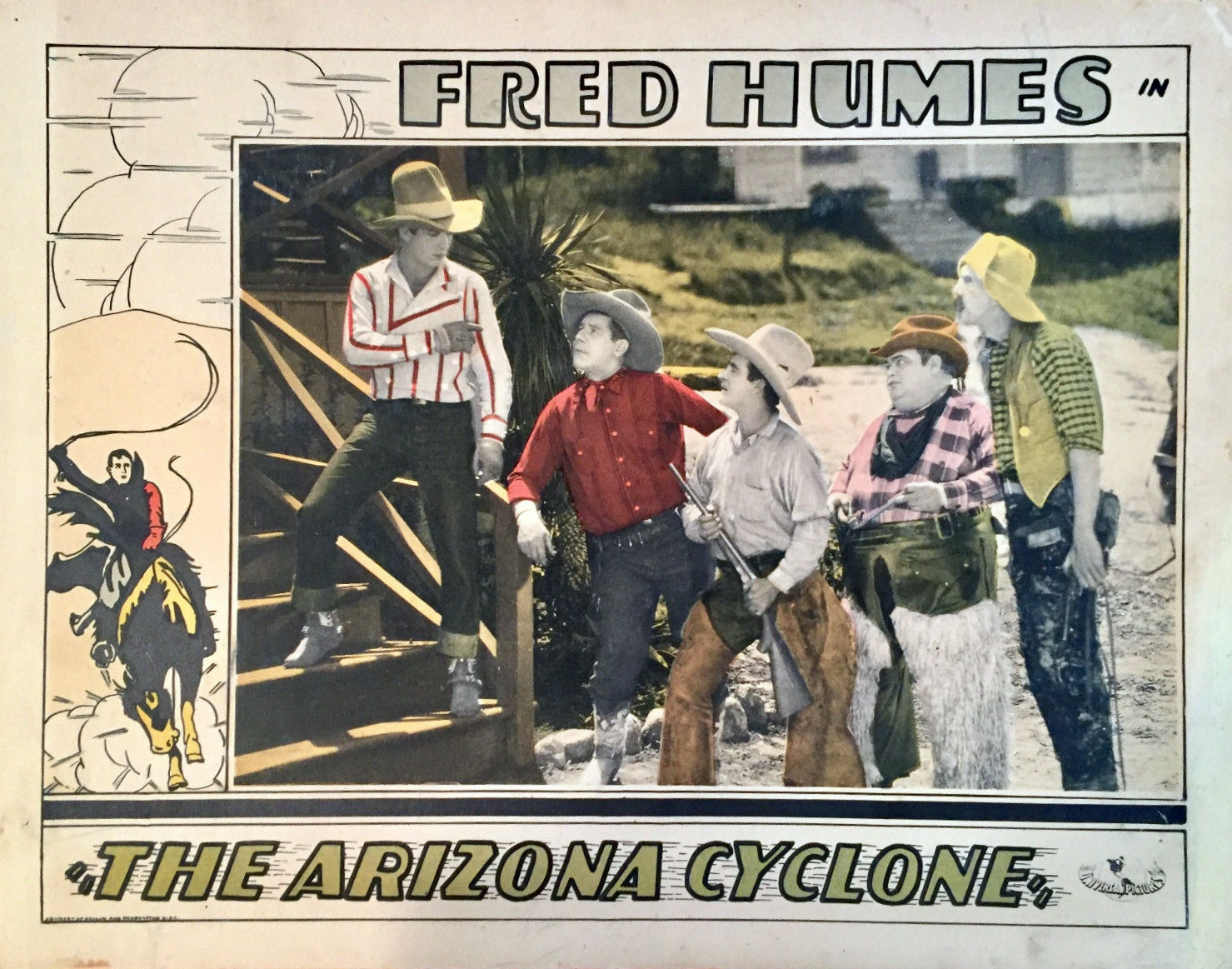

스코티 매트로(Scotty Mattraw, 1880년 10월 19일 ~ 1946년 11월 9일)는 미국의 영화배우, 성우이다.
할리우드에서 사망하였다.

## 영화
- 분노의 포도 (1940년)
- 위 윌리 윙키 (1937년)
- 백설공주와 일곱 난쟁이 (1937년)
- 시카고 (1937년)
- 프라이빗 넘버 (1936년)
- 조지 화이트의 1935 스캔달 (1935년)
- 보더 캐벌리어 (1927년)
- 바그다드의 도둑 (1924년)